# Microtecnica
Microtecnica è un'azienda italiana specializzata nella meccanica di precisione, fondata nel 1929 a Torino.

## Storia
Dopo la fine della prima guerra mondiale, in cui la produzione di tipo militare era principalmente rivolta nella strumentazione come: bussole, giroscopi e micrometri, a causa dei bombardamenti dell'aviazione alleata, la Microtecnica si specializzò nella produzione di strumentazione ed apparecchiature dedicata all'industria cinematografica Fino al 1983. la sua produzione si diversificava sia nel campo civile nella strumentazione di precisione che nel campo militare per sistemi di attuazione elettromeccanica ed oleodinamica. All'interno del gruppo multinazionale United Technologies Corporation nel 2008 diventa una società indipendente rimanendo attiva nella produzione di componenti e parti nei campi: missilistico, aerospaziale ed aeronautico.
Oggi fa parte della Collins Areospace System, cui appartengono il sito di Brugherio e Luserna San Giovanni.